# Raquel Blandón
Haydee Raquel Blandón Sandoval (Jalapa, 10 de mayo de 1943–Ciudad de Guatemala, 21 de septiembre de 2024) fue una abogada, política, activista y dirigente política guatemalteca que fue la primera dama de Guatemala durante el período de 14 de enero de 1986 al 14 de enero de 1991 al ser esposa del presidente de Guatemala Marco Vinicio Cerezo Arévalo. 
Fue candidata a la vicepresidencia de Guatemala en las elecciones generales de 1999 por la coalición conformada por La Organización Verde y la Unión Democrática  y en las elecciones generales de 2011 por el partido Libertad Democrática Renovada, siendo compañera de fórmula de Manuel Baldizón.

## Biografía
Nació en Jalapa. Fue esposa de Marco Vinicio Cerezo, con quién procreó un hijo: Marco Cerezo Blandón.
Blandón ha sido una activista política, fue la secretaria general de las mujeres democristianas de América. Fue candidata vicepresidencial del partido Los Verdes junto al candidato presidencial José Enrique Asturias Rudeke. Candidata a diputada por el departamento de Huehuetenango por la Democracia Cristiana Guatemalteca.

## Trayectoria política

### Primera dama de Guatemala
El 14 de enero de 1986, asume la presidencia de la República, Marco Vinicio Arévalo, Blandón estuvo al frente de la Secretaría de Obras Sociales de la Esposa del Presidente de la República de Guatemala por su siglas (SOSEP), cuya misión es promover y apoyar acciones en educación y salud que incidan de manera positiva en una generación de guatemaltecos y guatemaltecas sanos y con oportunidades de desarrollo. En este esfuerzo se le ha otorgado un espacio importante a la participación de la mujer.

### 1999
En las elecciones de 1999 la coalición LOV-UD postulo a José Asturias y a Raquel Blandón a la presidencia sin éxito

#### 2011
El 12 de junio de 2011, Manuel Baldizón presenta a Raquel Blandón como su compañera de fórmula para las elecciones electorales de Guatemala de 2011. Blandón fue una de las tres únicas candidatas a la vicepresidencia. Presentó fuerte rivalidad con Roxana Baldetti también candidata a la vicepresidencia por el Partido Patriota quién ganó y se convirtió en vicepresidenta hasta 2015 cuando renunció por casos de corrupción que la involucraban.

## Galería de imágenes

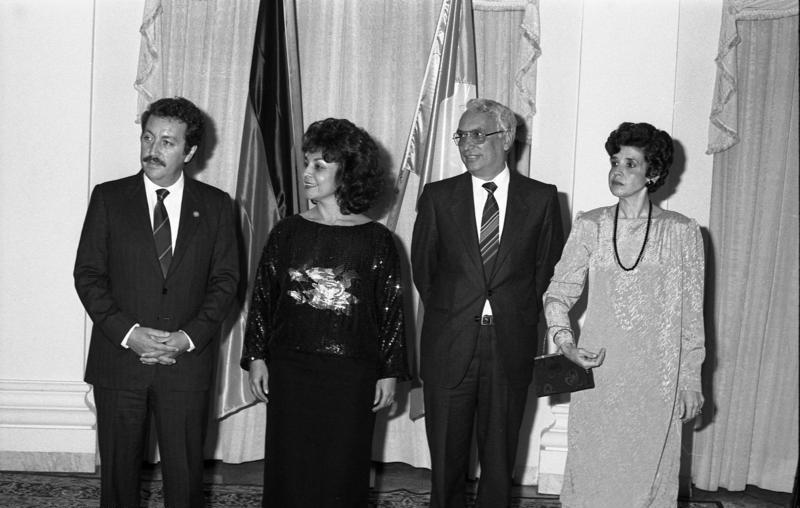
Raquel Blandón de Cerezo, junto al presidente Cerezo, en Alemania Occidental.
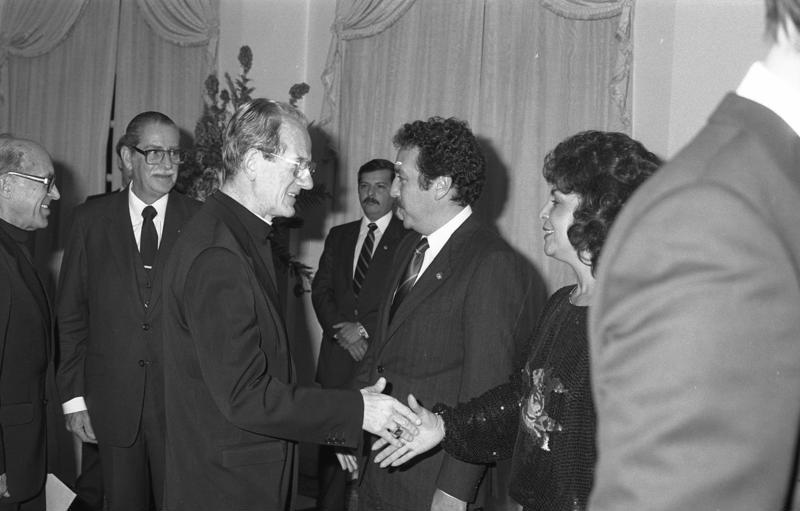
Blandón saludando al representante de Alemania Occidental.
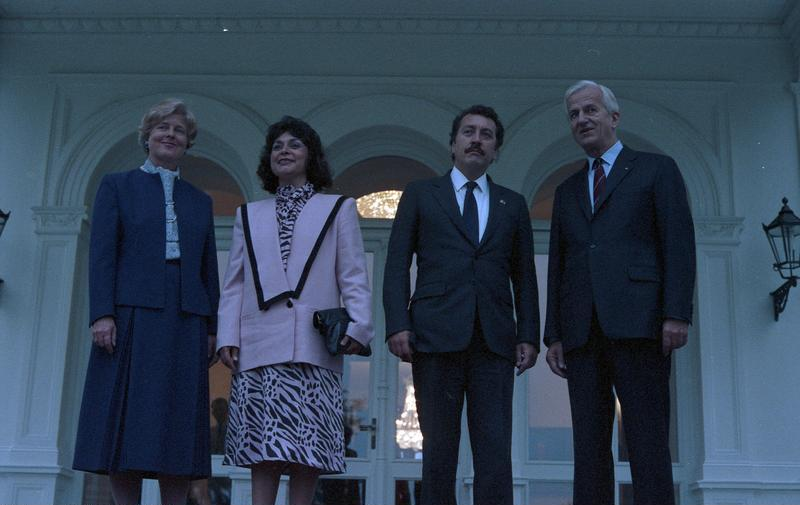
Blandón y Cerezo junto a Richard von Weizsäcker y Marianne von Weizsäcker en Bonn.
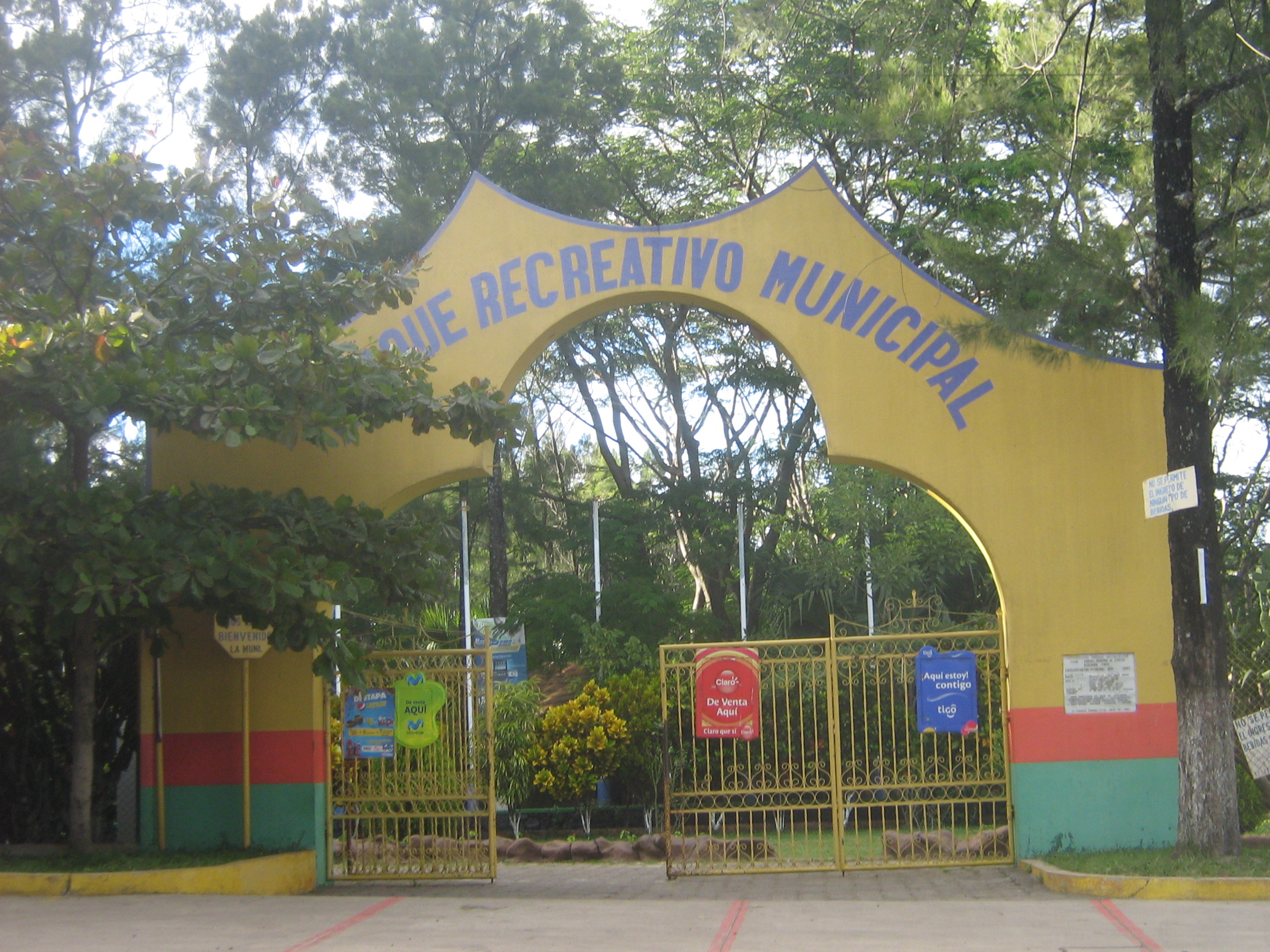
Parque en el Progreso que lleva el nombre de "Raquel Blandón de Cerezo".
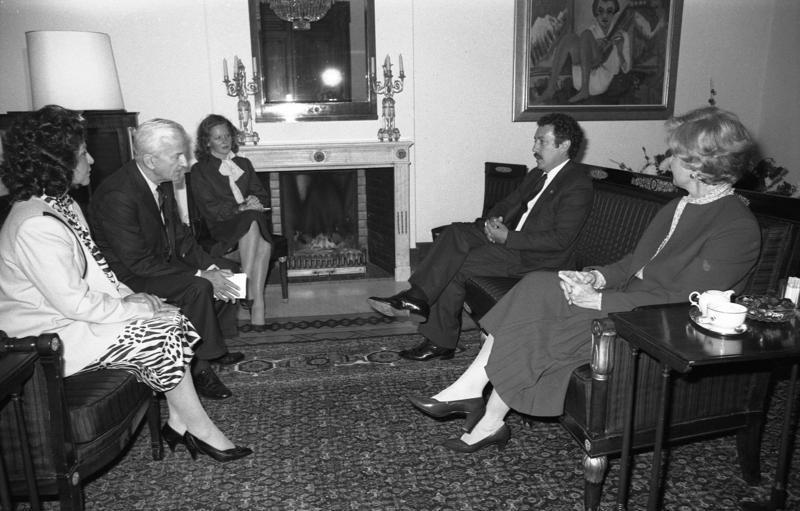
Blandón en el viaje a Bonn.
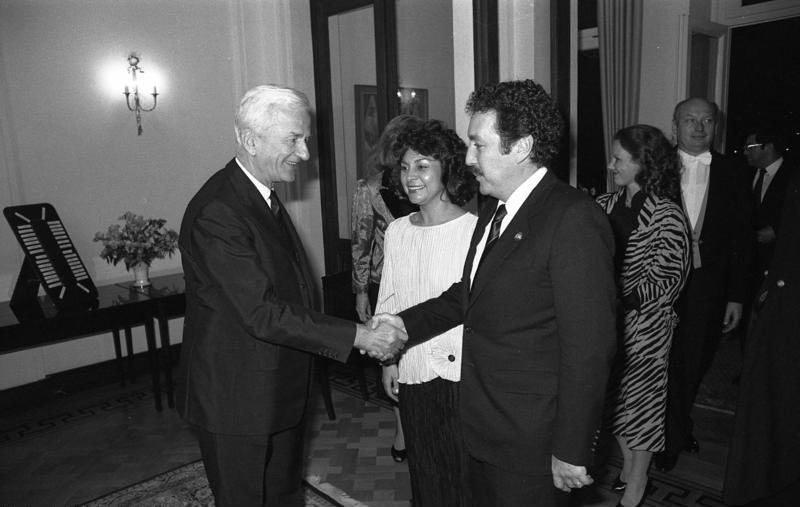
Blandón en el viaje a Bonn.
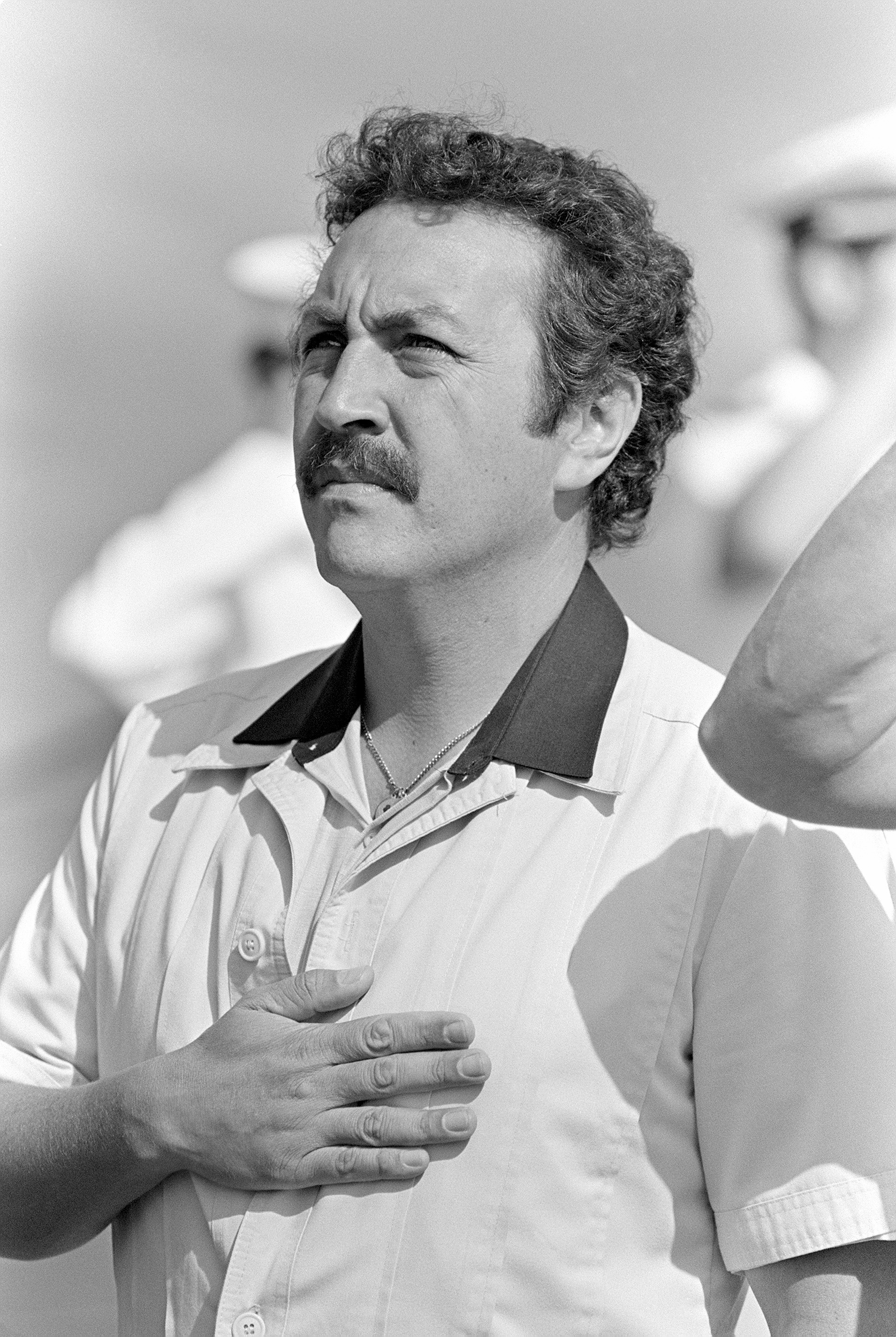
Marco Vinicio Cerezo, esposo de Blandón hasta 2005.